# エクソダス 栄光への脱出
『エクソダス 栄光への脱出』（エクソダス えいこうへのだっしゅつ、英語: Exodus）は、レオン・ユリスの執筆した1958年発表のアメリカ合衆国の小説。
1960年に映画化されている（邦題『栄光への脱出』）。

## 概要
1947年にホロコースト生存者らを乗せてフランスからイギリス委任統治領パレスチナに向かおうとしてイギリス軍に制圧された不法移民船エクソダス号（SS_Exodus）をモデルとした物語である。Exodusは「大挙した脱出」という意味でもあるが、「出エジプト記」という書名の英語訳でもあり、出エジプト記の物語になぞらえている。
アメリカのユダヤ系作家であるユリスが、アメリカ人にイスラエル建国物語を広め、イスラエルに協力するように仕向けるために書いた小説であり、反イギリス・反アラブ描写が強く、イスラエル政府は小説執筆のための調査取材や映画化作品の撮影に全面協力した。プロパガンダが成功するよう、民主主義を何より重視する当時のアメリカ人の心理を計算し、登場するユダヤ人たちにアメリカ人がつい共感してしまうように、巧妙に印象操作がされており、そのやり方が空前の成功を収め、イスラエルは「自由と独立のために戦う勇敢な市民の国」「ホロコーストの惨禍から不死鳥のようによみがえったリベラルな民主国家」という、アメリカ人好みのイメージをアメリカ人の心に刷り込んだ。（実際には、ユダヤ人たちは全人類の自由のためにイスラエルを建国したのではなく、ヘブライ語聖書に書かれている「約束の地」という物語にこだわったり、ユダヤ人の民族的な利益のためや、ユダヤ人が財産や身の安全を確保しつつ暮らせる場所を得るために建国したのだが、そのような本当の動機のほうを隠蔽しておいて、アメリカ人が歓迎する「自由」「リベラル」という価値観でユダヤ人が動いているかのように見えるように当書では印象操作している）
なお小説の一節が名誉毀損にあたるとしたポーランド人医師との裁判が1964年にイギリスで行われた（デーリング対ユリス事件）。
日本語訳は犬養道子訳、1961年出版。

## 映画
『栄光への脱出』（えいこうへのだっしゅつ、英語: Exodus）は、1960年のアメリカ映画である。ユナイテッド・アーティスツ配給。監督はウィーン出身のユダヤ人、オットー・プレミンジャー、音楽はやはりウィーン出身のユダヤ系作曲家アーネスト・ゴールド、脚本はダルトン・トランボ、撮影はサム・リーヴィット。
主題歌の「Exodus」（フェランテ&タイシャー、Ferrante & Teicher）。邦題は「栄光への脱出のテーマ」）もインストゥルメンタル曲としては、大ヒットとなった。1961年ビルボード誌の週間ランキングでは、1月23日に最高位の第2位を獲得。同誌1961年の年間ランキングでは第2位を記録した。また、後にパット・ブーンが「This land is mine...」で始まる歌詞を付けて、彼自身でも歌っている。
イスラエルの建国を叙事詩的に描いた映画であり、原作小説にある反イギリス・反アラブ描写は抑えられているものの、イスラエル独立にあたっての内戦やユダヤ人・アラブ人双方の描き方に対して多くの論争がある。またアメリカにおけるイスラエル支持の世論形成にも多くの影響を与えた。

### あらすじ
ホロコーストを生き延びたヨーロッパのユダヤ人多数がパレスチナへ移民しようとしたが、そのほとんどはイギリスが設けた移民枠を超過した不法移民で、多くがイギリス軍に捕まりキプロス島の難民キャンプに送られていた。難民キャンプで看護婦として働いていたアメリカ人のヒロインの前に、エクソダスと名付けた貨物船を手に入れて彼らを極秘のうちにパレスチナへ送ろうとするユダヤ人で元兵士の主人公が登場する。
船に乗り込んだ移民たちはイギリス軍との緊迫した駆け引きの末にパレスチナへとたどり着くが、イスラエル建国への道のりは厳しく、次から次へと困難な状況が訪れる。果たして彼らは「栄光への脱出」を実現できるだろうか。

### 登場人物
アリ・ベン・カナン（Ari Ben Canaan）
軍事組織ハガナーのメンバー。キプロスの収容所に入れられたユダヤ人の脱出作戦を指揮する。
キティ・フレモン（Kitty Fremont）
アメリカ人。看護婦。夫は戦場写真家だったがパレスチナでの撮影中に死亡。当初はユダヤ人問題に対して冷淡だったが、美しい少女カレン・ハンセンに出会い、彼女に同情を覚えたことで考えが変わる。
サザーランド将軍（General Sutherland）
イギリス人。キプロスのユダヤ人収容所の管理を任される。ユダヤ人に同情的なので、彼自身もユダヤ人ではないかという噂がある。
コールドウェル（Caldwell）
サザーランド将軍の副官。将軍がユダヤ人ではないかと思っている。
バラク・ベン・カナン（Barak Ben Canaan）
入植者。アリ・ベン・カナンの父。キブツ「ガン・ダフナ」の村長。パレスチナ人への徹底抗戦を叫ぶ弟アキヴァとは違い、パレスチナ人との宥和を目指す穏健派。
ドヴ・ランダウ（Dov Landau）
大戦中、ナチスの強制収容所で過酷な体験をした少年。ユダヤ人過激派組織イルグンに身を投じる。
マンドリア（Mandria）
演 - ヒュー・グリフィス
キプロスの実業家。ユダヤ人の境遇に同情的で、アリ・ベン・カナンの脱出計画に協力する。
カレン・ハンセン（Karen Hansen(Clement)）
生き別れになった父と出会うためにパレスチナに一人で移住してきた少女。ハンセンは養父母の姓。ランダウと婚約する。
オーデンハイム医師（Dr. Odenheim）
医師。エクソダス号船上で死去。
タハ（Taha）
アラブ人の地主。ユダヤ人に融和的であったために裏切り者として同胞から殺される。
アキヴァ・ベン・カナン（Akiva Ben Canaan）
アリの叔父(バラクの弟)。イルグンのリーダー。アラブ人への徹底抗戦を主張し過激な活動でアリやバラクと仲違いする。テロの首謀者としてパレスチナを委任統治中のイギリス軍に捕まり処刑されることになるが脱走するも結局は銃殺される。
ジョダナ・ベン・カナン（Jodana Ben Canaan）
演 - アレクサンドラ・スチュワルト
アリの妹。
リーバーマン医師（Dr. Leiberman）
演 - フェリックス・アイルマー
イルグンが拠点としている村の医師。武器を大量に隠し持ってたことでイギリス軍に逮捕される。
フォン・シュトルヒ（Von Storch）
演 - マリウス・ゴーリング
元ナチスの将校。ユダヤ人への憎悪からアラブ人にユダヤ人殲滅を扇動する。

#### 日本語吹替
| 役名                   | 俳優                     | 日本語吹替                                                   |
| 役名                   | 俳優                     | NET版                                                        |
| ---------------------- | ------------------------ | ------------------------------------------------------------ |
| アリ・ベン・カナン     | ポール・ニューマン       | 川合伸旺                                                     |
| キティ・フレモン       | エヴァ・マリー・セイント | 野口ふみえ                                                   |
| サザーランド将軍       | ラルフ・リチャードソン   | 吉沢久嘉                                                     |
| コールドウェル         | ピーター・ローフォード   | 緑川稔                                                       |
| バラク・ベン・カナン   | リー・J・コッブ          | 富田耕生                                                     |
| ドヴ・ランダウ         | サル・ミネオ             | 関根信昭                                                     |
| タハ                   | ジョン・デレク           | 家弓家正                                                     |
| オーデンハイム医師     | マーティン・ミラー       | 宮内幸平                                                     |
| ハンク                 | ジョン・クロウフォード   | 細井重之                                                     |
| アキヴァ・ベン・カナン | デヴィッド・オパトッシュ | 松村彦次郎                                                   |
| カレン・ハンセン       | ジル・ハワース           | 上田みゆき                                                   |
| デヴッド               | マイケル・ウェイジャー   | 仲村秀生                                                     |
| ルーペン               | ポール・スティーブンス   | 仁内達之                                                     |
| 不明 その他            | N/A                      | 菊池紘子 国坂伸 石井敏郎 野本礼三 田中信夫 辻村真人 原田一夫 |
| 日本語スタッフ         |                          |                                                              |
| 演出                   |                          |                                                              |
| 翻訳                   |                          |                                                              |
| 効果                   |                          |                                                              |
| 調整                   |                          |                                                              |
| 制作                   |                          |                                                              |
| 解説                   | 解説                     | 淀川長治                                                     |
| 初回放送               | 初回放送                 | 1972年1月2日 『日曜洋画劇場』 21:00-23:56                    |

#### 日本語字幕
金田文夫

### 撮影地
キプロス、エルサレム、ハイファ、アッコ、カイサリア、クファール・カナ、アトリット

### テーマ曲
- 栄光への脱出テーマ曲がピアニストマキシムによってリメイクされている。

### 受賞
- 第33回アカデミー賞　アカデミー作曲賞＜ドラマ・コメディ部門＞（アーネスト・ゴールド）
- 第18回ゴールデングローブ賞　助演男優賞（サル・ミネオ）
- グラミー賞 映画・テレビサウンドトラック部門 栄光への脱出（アーネスト・ゴールド）